# Metadesmolaimus tersus
Metadesmolaimus tersus är en rundmaskart som först beskrevs av Gerlach 1956.  Metadesmolaimus tersus ingår i släktet Metadesmolaimus och familjen Monhysteridae. Inga underarter finns listade i Catalogue of Life.